# Bitwa pod Kobryniem (1812)

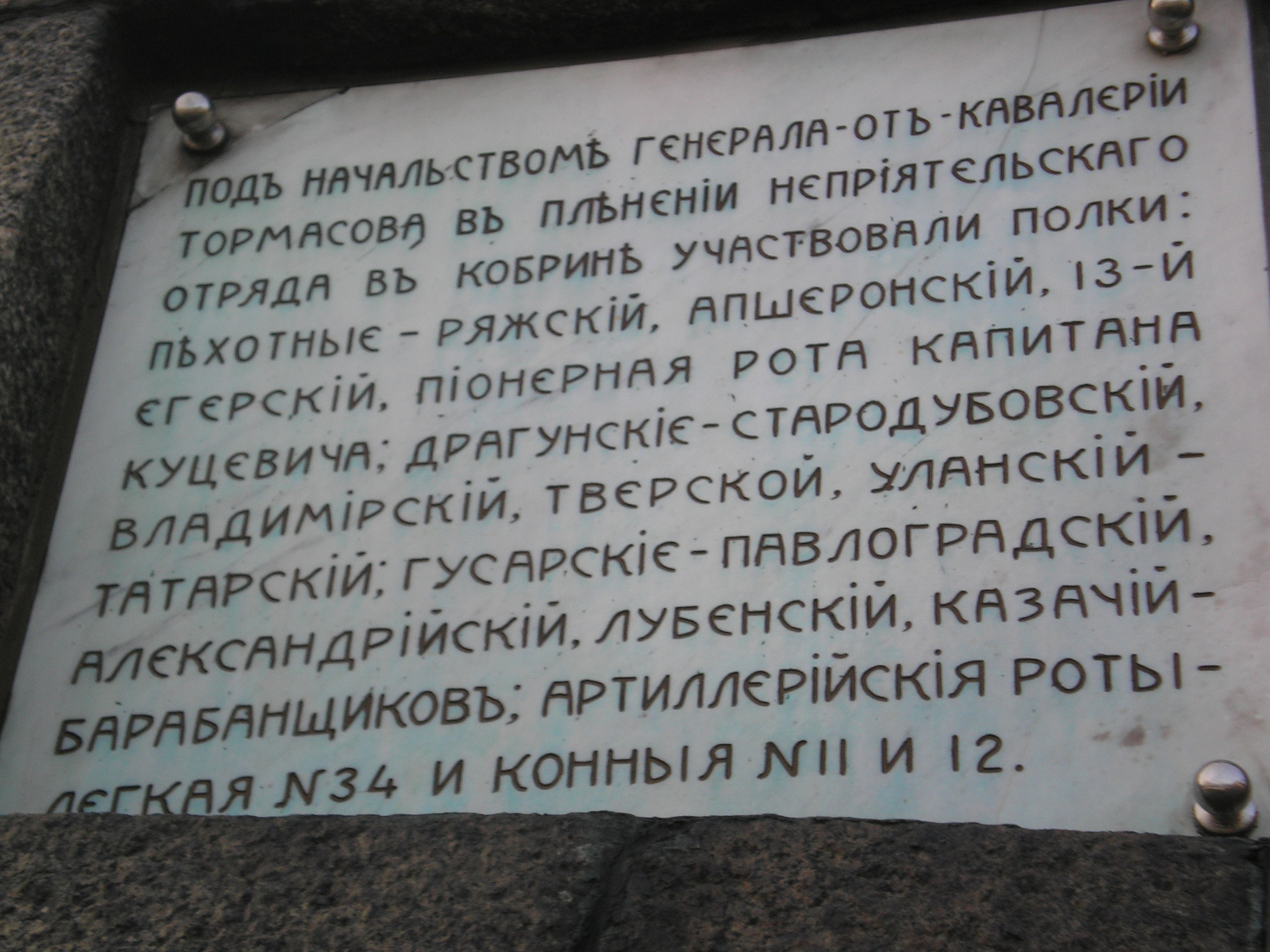
Tablica pamiątkowa z monumentu bitwy kobryńskiej

Bitwa pod Kobryniem – bitwa rozegrana 15 (27) lipca 1812 podczas inwazji Napoleona na Rosję. Pierwsze znaczące zwycięstwo rosyjskie w tej wojnie.

## Geneza
24 czerwca 1812 oddziały Wielkiej Armii Napoleona przekroczyły granice Imperium Rosyjskiego na szerokim froncie od Brześcia do Morza Bałtyckiego na północy. Główne siły francuskie przekroczyły Niemen na Litwie i działały przeciwko stacjonującym tam 1 i 2 Armii. Na południu rzekę Bug przekroczył 33-tysięczny austriacki korpus Schwarzenberga. Stanowiący trzon prawego skrzydła Korpus Posiłkowy uczestniczył w działaniach przeciwko Rosji w wyniku sytuacji panującej w Austrii po pokoju w Schönbrunnie. Cesarstwo Austriackie zostało zmuszone do wzięcia udziału w kampanii rosyjskiej w 1812 roku, niemal jako francuski wasal, ale Schwarzenberg otrzymał instrukcje, aby się zbytnio nie angażować i nie zapuszczać się daleko od granicy.
Schwarzenberg operował przeciwko rosyjskiej 3 Armii Rezerwowej generała kawalerii Aleksandra Tormasowa, której liczebność w zależności od źródeł różnie określana. Według historyków jej wielkość sięgała do 45 tys., Clausewitz określa jej rozmiar na 35 tys., a książę Wasyl Wiaziemski (dowódca 15 Dywizji w 3 Armii) w swoich notatkach wspomina o 25 tys. żołnierzy w gotowości bojowej, 160 działach w garnizonach na Białorusi i na północno-zachodniej Ukrainie, które być może także należy odnieść do 3 Armii (zwanej „obserwacyjną”), a której zadaniem było osłanianie granic od strony Księstwa Warszawskiego i Austrii.
W momencie wybuchu wojny Austriacy rozpoczęli działania przeciwko 3 Armii, osłaniając prawą flankę wojsk napoleońskich i rozmieszczając swoje garnizony wzdłuż linii Brześć – Kobryń – Pińsk na długości 170 km.
Początkowo obie strony ograniczały się do działań manewrowych, bez angażowania się w walkę. 17 lipca Tormasow otrzymał jednak od ministra wojny Barclaya de Tolly’ego rozkaz aktywnego działania na prawym skrzydle armii francuskiej, wbijającej się w tym czasie głębokim klinem w terytorium Rosji.
Rozkaz zbiegł się również z przegrupowaniem wojsk w obozie przeciwnika. Napoleon przenosił Austriaków na główny odcinek frontu, a ich miejsce miał zająć korpus saski Reyniera (17 000). Napoleon błędnie ocenił siły 3 Armii, wierząc, że Reynier będzie w stanie powstrzymać wojska rosyjskie, przed przybyciem z Mołdawii Armii Dunaju Cziczagowa. Pierwotny plan Napoleona zakładał rozgromienie armii zachodnich (1 i 2) i zmuszenie cara da zawarcia pokoju.
Tormasow zaatakował w momencie, gdy Austriacy wycofali swoje wojska, a Saksończycy nie zajęli jeszcze w pełni pozycji obronnych. Rosjanie planowali najpierw zająć Brześć, a następnie – Kobryń.

## Ofensywa Tormasowa
Tormasow wydzielił 5 pułków kawalerii (głównie dragonów) do ochrony granic od strony Księstwa Warszawskiego. Następnie skoncentrował swoje główne siły w Kowlu i podzielił je na pięć części:
- oddział generała porucznika Osten-Sackena osłaniający tyły, zlokalizowany w Łucku;
- główne siły (3 pułki kawalerii i 11 piechoty) pod dowództwem Tormasowa kierujące się do Kobrynia drogą z kierunku południowego
- oddział generała majora Lamberta złożony z 2 pułków jegrów i 2 pułków kawalerii, wysłany do Brześcia;
- oddział generała majora Szczerbatowa złożony z 2 pułków kawalerii, wysłany do Brześcia z innego kierunku niż oddział Lamberta; oba oddziały po zajęciu Brześcia miały zaatakować Kobryń od zachodu;
- oddział generała majora Melissino (1 pułk kawalerii i ok. batalionu piechoty) wysłany do Pińska, swoją demonstracyjną aktywnością miał wprowadzić w błąd Rainiera co do rzeczywistych zamiarów Tormasowa.

24 lipca gen. Szczerbatow zajął Brześć, rozbijając dwa szwadrony z korpusu Reyniera, a 25 lipca gen. Melissino wyparł Saksończyków z Pińska. Rainier z głównymi siłami znajdował się koło Janowa, w połowie drogi między Kobryniem a Pińskiem, w stanie zawieszenia, bez możliwości określenia głównego kierunku ataku i wielkości sił rosyjskich.
27 lipca główne siły rosyjskie (ok. 18 000 żołnierzy, 130 dział) przyszły pod Kobryń: Tormasow od południa, a Lambert i Szczerbatow od zachodu.

## Bitwa

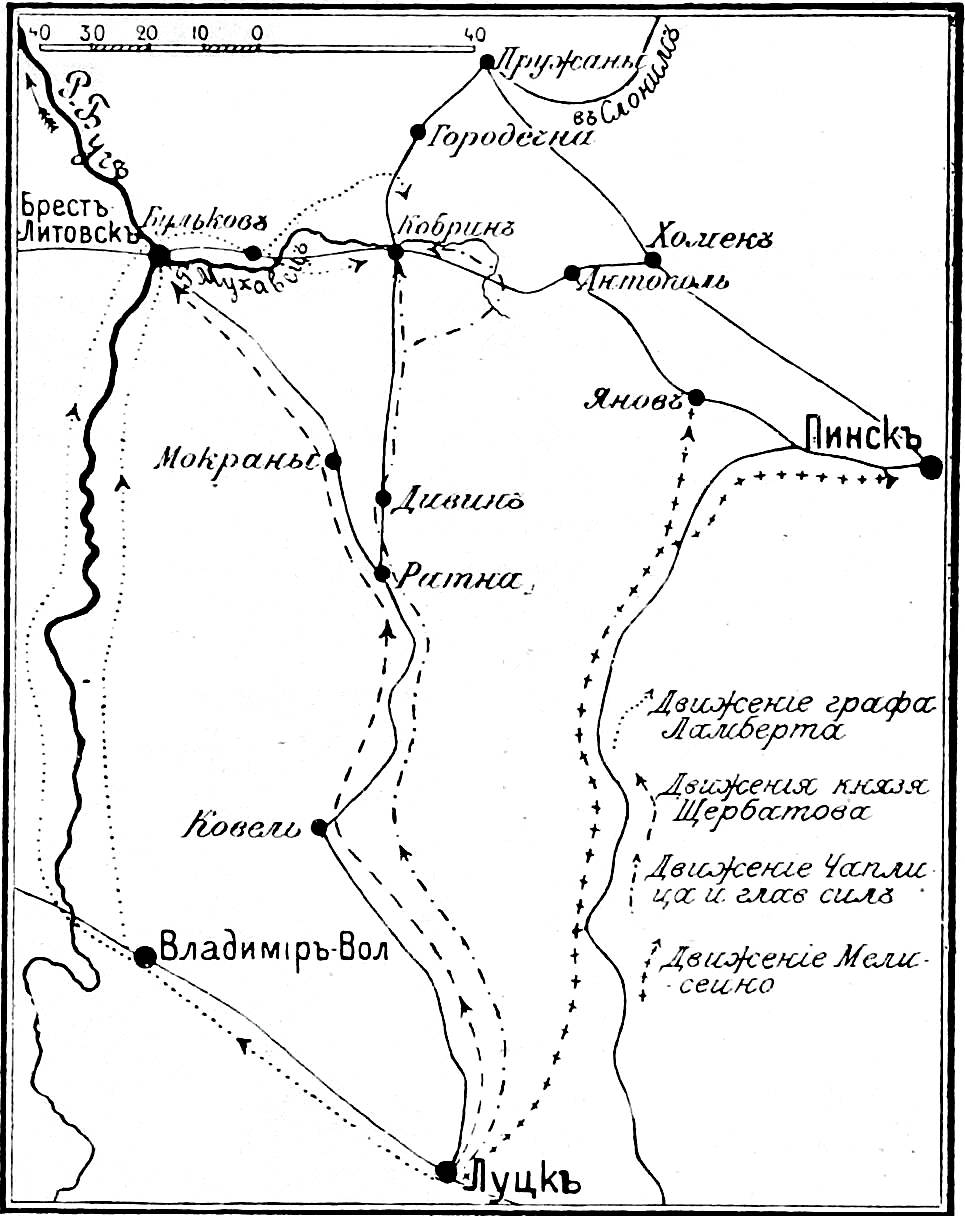
Bitwa pod Kobryniem (1812)

Kobryń był zajęty przez 5-tysięczną brygadę saską pod dowództwem generała majora Klengla, wchodzącą w skład 22 Dywizji Piechoty VII Korpusu Wielkiej Armii. Obrońcy oczekiwali Rosjan od strony Brześcia, dlatego zajęli stanowiska 2 km przed miastem, obsadzając drogę kawalerią i piechotą. Od południa zaś ulokowali się w budynkach dworu na obrzeżach Kobrynia, blokując dojście awangardzie Tormasowa.
Wczesnym rankiem gen. Lambert od zachodu zaatakował wroga siłami nieregularnej kawalerii, próbując skłonić przeciwnika do wyjścia na otwarte pole. Tormasow rozkazał generałowi Czaplicowi obejść z głównymi siłami miasto od wschodu. Niewielkie siły zaś pozostawił do blokowania żołnierzy Klengla umocnionych w budynkach dworskich. Lambertowi udało się usunąć saską obronę dróg, ale Niemcy zajęli pozycje obronne w budynkach na zachodzie Kobrynia. Kiedy Czaplic wraz 13 Pułkiem Jegrów wkroczył do Kobrynia od wschodu, Lambert wysłał dwa pułki nieregularnej kawalerii na północ w kierunku Prużany, by odciąć Saksończykom drogę odwrotu. W ten sposób brygada Klengla została całkowicie otoczona. Jego żołnierze próbowali przerwać rosyjską blokadę na drodze do Prużany, ale zostali zepchnięci z powrotem do Kobrynia.
Tymczasem o 9 rano do Kobrynia dotarły główne siły rosyjskie. Tormasow posłał do Kobrynia jeszcze dwa pułki piechoty. Pozostałe oddziały otoczyły miasto gęstym pierścieniem. W Kobryniu, będącym wówczas drewnianym miasteczkiem, trudno było Saksończykom stworzyć umocnioną pozycję. Rosyjska artyleria z łatwością niszczyła wszelkie stanowiska. Wkrótce całe miasto stanęło w ogniu. Z 630 budynków po bitwie ocalało tylko 79.
Sama bitwa zakończyła się do południa. Resztki saskiej brygady z generałem Klenglem na czele zapędzono do zameczku, na wpół zrujnowanego, prawie rozebranego (dawniej zameczek i dobra kobryńskie były z łaski Katarzyny II własnością A. Suworowa). Tu Saksończycy skapitulowali i zostali wzięci do niewoli.

## Następstwa
Według raportu Tormasowa zginęło do 2 tysięcy przeciwników, wzięto do niewoli dwóch generałów, w tym Klengla, 76 oficerów i 2 382 żołnierzy niższej rangi, zdobyto sztandary 2 batalionów i 2 inne sztandary oraz 8 dział. Po stronie rosyjskiej zginęło 77 osób, a 181 zostało rannych. Car Aleksander I ogłosił pierwsze wielkie zwycięstwo w wojnie. Tormasow otrzymał Order św. Jerzego II klasy i 50 tysięcy rubli, gen. Lambert – złotą szablę „Za dzielność” ozdobioną diamentami. Order św. Jerzego IV klasy otrzymał także dowódca 13 Pułku Jegrów, major Mikita Nestorowicz Izbosz.
Ze zdobytych w walce sztandarów dwa (m.in. 1 batalionu Królewskiego Pułku Piechoty, później znanego jako 1. Königlich Sächsisches Leib-Grenadier-Regiment Nr. 100, a następnie rozformowanego) zostały umieszczone w soborze Kazańskiej Ikony Matki Bożej w Petersburgu. Tam również znalazł się sztandar jednego z pułków ułanów gen. Klengla.
W dzień klęski saskiej brygady w Kobryniu 1 Armia rosyjska wycofała się przed Napoleonem do Smoleńska, po ciężkich walkach pod Ostrownem w pobliżu Witebska.
Reynier nie osiągnął odległego o 25 km Kobrynia. Na wieść o porażce swoich jednostek, zaczął wycofywać się na północ do Słonimia, atakowany przez wojska Tormasowa. Schwarzenberg za zgodą Napoleona ruszył na pomoc VII Korpusowi gen. Reyniera. W ten sposób armia Tormasowa skupiała na sobie działania Schwarzenberga, osłabiając impet wojsk francuskich w pobliżu Moskwy.
12 sierpnia 1812 Schwarzenberg i Reynier połączonymi siłami zaatakowali Horodeczno (na północ od Kobrynia). Siły Tormasowa szacowane były przez księcia Wiaziemskiego na 16 000 żołnierzy. Rosjanie stracili w tej bitwie do 1200 żołnierzy i wycofali się na południe do Łucka, umacniając swoje pozycje obronne na wschodnim brzegu rzeki Styr.
Wraz z nadejściem w połowie września 1812 roku armii Cziczagowa Tormasow zyskał przewagę nad Schwarzenbergiem i 23 września przystąpił do ofensywy.